# Centrofarm
Centrofarm este o companie care se ocupă cu vânzarea de produse farmaceutice din România.
Principalii acționari ai Centrofarm sunt Generalcom, companie controlată de omul de afaceri Bonte Alain Louis, care deține 74,06% din capital, și Fondul Proprietatea, cu 17,37%.
Centrofarm este cel mai vechi lanț de farmacii din România și a aniversat 75 de ani de existență în anul 2007.
Centrofarm a achiziționat, în anul 2007, brandul Plafar. În anul 2008, compania deținea 59 de farmacii.
Cifra de afaceri în 2007: 18,7 milioane euro
Venit net în 2007: -0,2 milioane euro